# Én édes, szép pintes üvegem
A Én édes, szép pintes üvegem vagy Édes, kedves pintes üvegem kezdetű magyar népdalt Péczely Attila gyűjtötte Kiskomáromban 1926-ban.
Bartók Béla Húsz magyar népdal (szólóének zongorakísérettel) c. művében Vikár Béla gyűjtését dolgozza fel, egy kissé eltérő dallamváltozattal.

## Kotta és dallam
| Így vigad az, aki bort iszik, míg a temetőbe nem viszik. Ha a temetőbe kiviszik, Istenuccse, több bort nem iszik. | Erre gyere, rózsám, nincsen sár, nincs is az ajtómon semmi zár. Nyitva van az ajtó, bejöhetsz, vetve van az ágyam, lefekhetsz. | Hej, dunyha, dunyha, de puha, kimaradtál, rózsám, alóla. Lesz még az az idő valaha, megfekünnél, rózsám, alatta. |

## Felvételek
- Ó én édes pintös üvegem. Dobronaki férfikar  YouTube. Vasvár (2010. november 16.)  (Hozzáférés: 2016. április 22.) (videó)
- Aranyos kis pintes üvegem. Balogh Márton és a Hegedős együttes  YouTube (1989. január 28.)  (Hozzáférés: 2016. április 22.) (audió)
- Ó én édes pintes üvegem. cimbalom.nl (Hozzáférés: 2016. április 22.) (audió) arch
- Édes-kedves pintes üvegem - Béreslegény. Bogyiszlói Zenekar  YouTube (1983. május 31.)  (Hozzáférés: 2016. április 22.) (audió) 0:31-ig.

## Kapcsolódó lapok
- Volt nekem egy kecském (hasonló dallam)